# 후지모토 아야카
후지모토 아야카(일본어: 藤本 彩花 ふじもと あやか[*])는 일본의 성우. 효고현 출신. EARLY WING 소속.